# Allograea tomentosa
Allograea tomentosa (лат.) — вид крабов из семейства Bythograeidae. Единственный представитель рода Allograea.
Донное субтропическое животное, встречается на глубине 2330—2335 м. Обитает в юго-восточной части Тихого океана. Безвреден для человека и не является объектом промысла. Его охранный статус не оценён.